# Allouville-Bellefosse

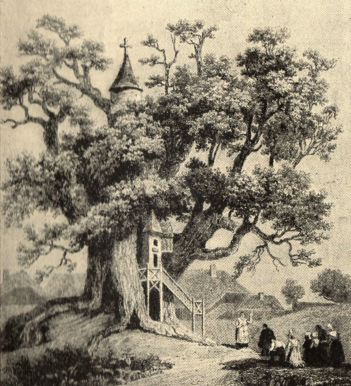
Bild av eken från 1700-talet

Allouville-Bellefosse är en kommun i departementet Seine-Maritime i regionen Normandie i norra Frankrike. Kommunen ligger i kantonen Yvetot som tillhör arrondissementet Rouen. År 2022 hade Allouville-Bellefosse 1 147 invånare.

## Ekkapellet i Allouville
I Allouville finns en 1000-årig ek med två kapell i dess håligheter som kallas Chêne chapelle (ekkapellet). Eken är mellan 800 och 1200 år gammal. Höjden är 18 m och omkretsen 15 m. Enligt en sägen planterades trädet år 911 när Normandie bildades. Varje år har eken 30 000 till 60 000 besökare, vilket ökat slitaget på den gamla eken.

## Befolkningsutveckling
Antalet invånare i kommunen Allouville-Bellefosse
| Referens: INSEE |